# Tratado del Atlántico Norte
El Tratado del Atlántico Norte  o Tratado de Washington es el tratado que constituyó a la Organización del Tratado del Atlántico Norte (OTAN). Fue firmado en Washington el 4 de abril de 1949. 
La necesidad de una asociación de países cada vez era más manifiesta, de forma que en marzo de 1948, Francia, Bélgica, Países Bajos, Luxemburgo y el Reino Unido firmaron el Tratado de Bruselas, con el que creaban una alianza defensiva, la Unión Occidental.
Ante la creciente expansión de la influencia de la Unión Soviética en Europa, se decidió ampliar la alianza, por lo que se llevaron a cabo negociaciones entre Estados Unidos, Canadá y la Unión Occidental, a las que se decidió invitar a Dinamarca, Islandia, Italia, Noruega y Portugal. Las negociaciones giraron en torno a la creación de una alianza militar que tuviese una base en el artículo 51 de la Carta de las Naciones Unidas, y tuvieron como resultado la firma del Tratado de Washington, y la creación de la Alianza Atlántica.
La sección clave del tratado se encuentra en el artículo V, que disponía que un ataque a un miembro de la Organización podría ser considerado un ataque contra todos los estados. El tratado se creó en previsión de un posible ataque de la Unión Soviética contra Europa Occidental, aunque no se llegó a tener que recurrir a la defensa mutua durante la Guerra Fría. Sin embargo, se tuvo que recurrir a él en 2001, como respuesta a los ataques del 11 de septiembre de 2001 contra el World Trade Center y el Pentágono durante la Operación Eagle Assist.
En Estados Unidos, el tratado fue aprobado por el Senado con una mayoría de 82 votos a favor y 13 en contra el 21 de julio de 1949.
El Tratado se compone de 14 artículos precedidos de un preámbulo en el que se deja constancia de que la Alianza fue creada amparándose en el marco de la Carta de las Naciones Unidas y en el que se describen sus propósitos.
En el Primer artículo, se mencionan los principios que tienen que ser seguidos por los países miembros en lo que a las relaciones internacionales se refiere, para así no hacer peligrar ni la paz ni la seguridad del mundo.
En el Segundo artículo, basado en el artículo 1 de la Carta de las Naciones Unidas, se citan los objetivos que los países miembros deben alcanzar en lo que a materia social y económica se refiere.

## Estructura del tratado

### Preámbulo
El preámbulo del tratado destaca la supremacía de la Carta de las Naciones Unidas por encima del tratado, siendo también un compromiso para el mantenimiento de la paz, seguridad y democracia de los estados parte.

Las Partes de este Tratado reafirman su fe en los propósitos y principios de la Carta de las Naciones Unidas y su deseo de vivir en paz con todos los pueblos y todos los Gobiernos. Decididos a salvaguardar la libertad, la herencia común y la civilización de sus pueblos, basados en los principios de la democracia, las libertades individuales y el imperio de la ley. Deseosos de promover la estabilidad y el bienestar en la zona del Atlántico Norte. Resueltos a unir sus esfuerzos para la defensa colectiva y la conservación de la paz y la seguridad. Acuerdan, en consecuencia, este Tratado del Atlántico Norte.
Tratado del Atlántico Norte

### Miembros
Los siguientes doce estados firmaron el tratado y se convirtieron así en los miembros fundadores de la OTAN. Los siguientes líderes firmaron el acuerdo como plenipotenciarios de sus países en Washington D. C., el 4 de abril de 1949:
- Bélgica – Primer ministro y ministro de Asuntos Exteriores Paul-Henri Spaak y embajador barón Robert Silvercruys
- Canadá – Secretario de Estado de Asuntos Exteriores Lester B. Pearson y Embajador H. H. Wrong
- Dinamarca – Ministro de Asuntos Exteriores Gustav Rasmussen y Embajador Henrik Kauffmann
- Francia – Ministro de Asuntos Exteriores Robert Schuman y Embajador Henri Bonnet
- Islandia – Ministro de Asuntos Exteriores Bjarni Benediktsson y Embajador Thor Thors
- Italia – Ministro de Asuntos Exteriores Carlo Sforza y Embajador Alberto Tarchiani
- Luxemburgo –  Ministro de Asuntos Exteriores Joseph Bech y Embajador Hugues Le Gallais
- Países Bajos – Ministro de Asuntos Exteriores Dirk Stikker y Embajador Eelco van Kleffens
- Noruega – Ministro de Asuntos Exteriores Halvard M. Lange y Embajador Wilhelm von Munthe af Morgenstierne
- Portugal – Ministro de Asuntos Exteriores José Caeiro da Mata y Embajador Pedro Teotónio Pereira
- Reino Unido – Ministro de Asuntos Exteriores Ernest Bevin y Embajador Oliver Franks
- Estados Unidos – Secretario de Estado Dean Acheson

Los siguientes cuatro estados se unieron al tratado después de los 12 estados fundadores, pero antes de la disolución de la Unión Soviética:
- Grecia (1952)
- Turquía(1952)
- Alemania Occidental (1955)
- España (1982)

Los siguientes 16 estados se adhirieron al tratado tras la disolución de la Unión Soviética:
- Hungría (1999)
- Polonia (1999)
- República Checa (1999)
- Bulgaria (2004)
- Eslovaquia (2004)
- Eslovenia (2004)
- Estonia (2004)
- Letonia (2004)
- Lituania (2004)
- Rumania (2004)
- Albania (2009)
- Croacia (2009)
- Montenegro (2017)
- Macedonia del Norte (2020)
- Finlandia (2023)
- Suecia (2024)

Cuando Alemania se reunificó en 1990, el país entero se convirtió en miembro de la OTAN.

### No han solicitado su adhesión tras independizarse de algún Estado miembro
Ningún Estado ha rescindido su adhesión, pero algunas dependencias de Estados miembros no la han solicitado tras independizarse:
- Chipre (independencia del Reino Unido en 1960)

- Argelia (independencia de Francia en 1962)

- Malta (independencia del Reino Unido en 1964)